# Robert J. Sawyer
Robert J. Sawyer (n. 29 aprilie 1960, Ottawa, Ontario) este un scriitor canadian de literatură științifico-fantastică. A publicat peste 20 de romane, iar povestirile sale au apărut în Analog Science Fiction and Fact, Amazing Stories, On Spec, Nature și în multe antologii. A câștigat numeroase premii, printre care premiul Nebula (1995), premiul Hugo (2003) și premiul John W. Campbell (2006) și altele. 
Sawyer s-a născut în Ottawa și în prezent locuiește în Mississauga.

## Ficțiune

### Stil și teme
Opera lui Sawyer explorează frecvent intersecția dintre știință și religie, raționalismul câștigânn în general în fața misticismului (mai ales în Far-Seer, Alegerea lui Hobson, Programatorul divin și cele trei volume ale trilogiei The Neanderthal Parallax [Hominids, Humans și Hybrids], plus povestirea "The Abdication of Pope Mary III", publicată inițial în Nature, 6 iulie 2000).
Sawyer are o slăbiciune pentru paleontologie, lucru vizibil în trilogia Quintaglio Ascension (Far-Seer, Fossil Hunter și Foreigner), care povestește despre o lume străină pe care au fost transplantați dinozaurii tereștrii, precum și în călătoria în timp din End of an Era. În afara acestora, personajul principal din Programatorul divin este paleontolog, în Wake există o scenă care se petrece la features a chase scene at the Institutul de Paleontologie Vertebrată și Paleoantropologie din Beijing, iar romanele trilogiei Neanderthal Parallax tratează o versiune paralelă a Pământului în care oamenii de Neanderthal nu au dispărut.
Sawyer explorează deseori și noțiunea conștiinței umane copiate sau încărcate, în principal în romanul Mindscan, dar și în Flashforward, Golden Fleece, Alegerea lui Hobson, "Identity Theft", "Biding Time" și "Shed Skin". 
Interesul său în studiul conștiinței se întrevede și în Wake, care tratează emergența spontană a conștiinței în infrastructura web-ului. Interesul său în fizica cuantică (în special calculatoarele cuantice) este vizibil în povestirile "You See But You Do Not Observe" (o pastișă Sherlock Holmes) și "Iterations,", precum și în romanele Factoring Humanity și Hominids. 
SETI joacă un rol important în acțiunea din Golden Fleece, Factoring Humanity, Mindscan, Rollback, nuveleta "Ineluctable" și povestirile  "You See But You Do Not Observe" și "Flashes". Sawyer acordă atenție cosmologiei în viitorul îndepărtat din Starplex.
Instituțiile științifice reale sunt deseori folosite pentru cadrul operelor lui Sawyer, aici intrând TRIUMF (End of an Era), CERN (Flashforward), Muzeul Regal Ontario (Programatorul divin), Observatorul Neutrino Sudbury (Hominids și continuările sale) și Observatorul Arecibo (Rollback).
Altă caracteristică a operelor lui Sawyer o reprezintă personajul principal suferind de o boală mortală. Pierre Tardivel din Frameshift suferă de boala Huntington, Thomas Jericho din Programatorul divin are cancer pulmonar, iar Jacob Sullivan din Mindscan suferă are o malformație arteriovenoasă în creier; unul dintre personajele principale din Rollback suferă la propriu din cauza bătrâneții. Sawyer este cunoscut și pentru poveștile al căror final are o notă optimistă, chiar transcendentă.
Sawyer este o apariție neobișnuită printre scriitorii SF canadieni din cauza cadrului și problemelor cotidiene tipice Canadei folosite în romanele sale. Politica sa este deseori descrisă ca fiind liberală în conformitate cu standardele canadiene (a contribuit cu o povestire intitulată "The Hand You're Dealt" la antologia SF libertariană Free Space și cu alta, "The Right's Tough", la antologia SF libertariană Visions of Liberty). Este atât cetățean canadian, cât și american, fiind cunoscut pentru critica adusă politicilor ambelor țări. El prezintă deseori personaje americane care vizitează Canada (cum ar fi Karen Bessarian din Mindscan și Caitlin Decter din Wake), sau personaje canadiene care vizitează S.U.A. (cum ar fi Pierre Tardivel din Frameshift și Mary Vaughan din Humans și Hybrids) pentru a compara prin contrast modul în care sunt percepute valorile în cele două țări.
Stilul simplu și pzoza clară a lui Sawyer au fost comparate de Orson Scott Card cu cea a lui Isaac Asimov. El are tendința de a include în romanele sale referiri la cultura pop (atașamentul său față de serialul Star Trek, The Six Million Dollar Man și Planeta maimuțelor nu pot fi ignorate).

#### Întrepătrunderi SF/roman polițist
Opera lui Sawyer trece deseori de la science fiction la romanul polițist; el a câștigat atât cel mai important premiu SF canadian (premiul Aurora), cât și pe cel mai important premiu din domeniul romanului de ficțiune polițist (premiul Arthur Ellis), cu povestirea din 1993 "Just Like Old Times." Illegal Alien este o dramă a cărei acțiune se petrece într-o sală de judecată, inculpatul fiind un extraterestru; în Hominids, un neanderthalian e judecat de perechea sa pentru aparenta ucidere a unui alt neanderthalian; în Mindscan, un complet de judecată din Michigan explorează drepturile unei conștiințe încărcate; Golden Fleece, Fossil Hunter, Alegerea lui Hobson, Frameshift și Flashforward sunt toate, romane polițiste, cel puțin în parte. Dintre lucrările scurte ale lui Sawyer, nuvela "Identity Theft" și povestirile "Biding Time", "Flashes", "Iterations", "Shed Skin", "The Stanley Cup Caper", "You See But You Do Not Observe", "The Hand You're Dealt" și "Just Like Old Times" sunt tot exemple de ficțiune polițistă.

## Editări și opere științifice
Pe lângă scrierile sale, Sawyer editează Robert J. Sawyer Books Arhivat în 28 august 2011, la Wayback Machine. pentru Red Deer Press, parte a editurii canadiene Fitzhenry & Whiteside; contribuie la The New York Review of Science Fiction; este autoritatea în domeniul science fiction al Enciclopediei canadiene; și membru al juriului concursului lui L. Ron Hubbard Writers of the Future.

## Film și televiziune
În mai 2009, ABC a comandat 13 episoade de o oră pentru serialul de televiziune FlashForward, sezonul 2009-2010, bazate pe romanul omonim al lui Sawyer, după succesul episodului pilot produs în lunile februarie și martie 2009, avându-i ca scenariști pe David S. Goyer și Brannon Braga, în regia lui Goyer și cu o distribuție din care făceau parte Joseph Fiennes și Sonya Walger. Primul sezon a cuprins, în cele din urmă, 22 de episoade. Sawyer este consultant al fiecărui episod al seriei și a scris episodul al 19-lea al primului sezon, "Course Correction".
Sawyer a scris originalul seriei Charlie Jade, un serial de televiziune cu episoade de o oră lansat în 2005-2006 și a contribuit la revitalizarea din 2003 a lui Robotech. El a mai scris și narat documentare despre science fiction pentru seria Ideas de la CBC Radio și a găzduit documentarul săptămânal în 17 părți de o jumătate de oră Supernatural Investigator pentru Vision TV, care a avut premiera pe 27 ianuarie 2009. El a analizat serialul britanic de science fiction Doctor Who pentru documentarul online al celor de la CBC The Planet of the Doctor, comentează frecvent despre filmele science fiction pentru emisiunea Saturday Night at the Movies de la TVOntario și este co-editor împreună cu David Gerrold al unei culegeri de eseuri realizată în onoarea celei de-a patruzecea aniversări Star Trek, intitulată Boarding the Enterprise.

## Activitatea profesorală și discursurile publice
Sawyer a predat cursuri de scriere a science fictionului la Universitatea din Toronto, Universitatea Ryerson, Colegiul Humber și la Banff Centre. În 2000 a fost scriitorul invitat de biblioteca publică din Richmond Hill, Ontario, iar în 2003 la Reuniunea Merril pe tema science fictionului, speculației și fanteziei, organizată de biblioteca publică din Toronto (prima persoană invitată a fost chiar Judith Merril, în 1987). În 2006 a fost scriitorul invitat la Atelierul Literar Odyssey și, în același an, la biblioteca publică Kitchener din regiunea Waterloo, Ontario, ca urmare a alegerii de către regiunea Ontario a romanului Hominids la categoria "O carte, o comunitate" ca fiind titlul pe care toți cei 490.000 de rezidenți au fost încurajați să îl citească în 2005. În 2007 a fost scriitorul invitat la Berton House în Dawson City, iar în 2009 a fost primul scriitor invitat la Canadian Light Source, ținut în Saskatoon.
Sawyer este un interlocutor frecvent al subiectelor de tehnologie, și a fost consultant al Departamentului Federal al Justiției din Canada pentru conturarea viitoarelor legi ale geneticii.

## Influențe și recunoaștere

### Semnificație în cultura canadiană
Sawyer este demult un avocat al SF-ului canadian. El a militat pentru crearea Regiunii Canadiene din cadrul Science Fiction and Fantasy Writers of America, lucru realizat în 1992, Sawyer fiind timp de trei ani membru al consiliului director al SFWA ca primul director regional canadian (1992–1995). El a editat și rubrica de noutăți a Regiunii Canadiene, intitulată Alouette în onoarea primului satelit canadian; rubrica de noutăți a fost nominalizată la premiul Aurora pentru "Cel mai bun fanzin".

### Primire internațională
În afara popularității de acasă, opera lui Sawyer a fost primită bine și pe plan internațional. Toate romanele sale au apărut la editurile din New York, ediții traduse apărând în bulgară, cehă, chineză, coreeană, franceză, germană, italiană, japoneză, olandeză, poloneză, română, rusă, sârbă și spaniolă. Sawyer a câștigat importante premii internaționale, printre care premiul Hugo (acordat de participanții la Worldcon), premiul Nebula (acordat de membrii Science Fiction and Fantasy Writers of America) și premiul memorial John W. Campbell (acordat de juriu).

### Asociații profesionale
În 1998 Sawyer a fost ales președinte al SFWA pe baza platformei prin care promitea un referendum pe diferite teme, de la reviziuirea periodică a calității de membru și crearea premiului Nebula pentru "Cel mai bun scenariu"; a câștigat, învingându-l pe următorul candidat, fostul președinte al SFWA Norman Spinrad, cu 3:2. Totuși, timpul petrecut de Sawyer în funcție a fost marcat de o opoziție considerabilă la revizuirea calității de membru și la o reacție negativă la demiterea unui scriitor SFWA plătit și a unui voluntar, cu sprijinul majorității consiliului director. El a demisionat după ce a trecut jumătate din termenul de un an, fiind urmat automat de cive-președintele Paul Levinson. Înainte de a demisiona, Sawyer a ținut referendumul promis, ceea ce a dus la schimbări semnificative în regulile și procedurile SFWA.
Sawyer a fost activ în alte organizații scriitoricești, printre care Crime Writers of Canada, Horror Writers Association și Writers' Union of Canada (unde a făcut parte din membrii comitetului), fiind și membru în cadrul Writers Guild of Canada, care reprezintă scenariștii canadieni.

### Premii majore
- 1991 premiul Aurora pentru "Cea mai bună operă de mari dimensiuni în engleză" - Golden Fleece
- 1992 premiul Homer pentru "Cel mai bun roman" - Far-Seer
- 1993 premiul Arthur Ellis pentru "Cea mai bună povestire" - "Just Like Old Times"
- 1993 premiul Homer pentru "Cel mai bun roman" - Fossil Hunter
- 1995 Le Grand Prix de l'Imaginaire pentru "Cea mai bună povestire străină" - "You See But You Do Not Observe"
- 1995 premiul Nebula pentru "Cel mai bun roman" - Alegerea lui Hobson[43]
- 1995 premiul Aurora pentru "Cea mai bună operă de mari dimensiuni în engleză" - Alegerea lui Hobson
- 1996 premiul Seiun pentru "Cel mai bun roman străin" - End of an Era
- 1996 premiul Aurora pentru "Cea mai bună operă de mari dimensiuni în engleză" - Starplex
- 1997 premiul cititorilor Science Fiction Chronicle pentru "Cea mai bună povestire" - "The Hand You're Dealt"
- 1999 premiul Aurora pentru "Cea mai bună operă de mari dimensiuni în engleză" - Flashforward
- 2000 premiul Seiun pentru "Cel mai bun roman străin" - Frameshift
- 2002 premiul Seiun pentru "Cel mai bun roman străin" - Illegal Alien
- 2003 premiul Hugo pentru "Cel mai bun roman" - Hominids[44]
- 2005 premiul Analog pentru "Cea mai bună povestire" - "Shed Skin"
- 2005 premiul Aurora pentru "Cea mai bună operă în engleză (altele)" - Relativity
- 2006 premiul memorial John W. Campbell pentru "Cel mai bun roman science fiction" - Mindscan[45]
- 2007 Biblioteca publică din Toronto celebrează premiul cititorilor
- 2007 premiul Galaxy (China) pentru "Cel mai popular autor străin"
- 2007 premiul Aurora pentru "Cea mai bună operă de mici dimensiuni în engleză" - "Biding Time"
- 2010 premiul Aurora pentru "Cea mai bună operă de mari dimensiuni în engleză" - Wake
- 2010 nominalizare la premiul Hugo la categoria "Cel mai bun roman" - Wake[46]